# Drapeau du comté de Nottinghamshire
Le drapeau du comté de Nottinghamshire est un drapeau représentant ce comté d'Angleterre.
Le drapeau actuel, désigné à la suite d'un concours organisé par la BBC, est un drapeau tricolore (vert, rouge et blanc) et contient plusieurs éléments comme une croix de saint Georges, un bouclier et la silhouette du héros du Moyen Âge anglais Robin des Bois.
Le drapeau a été adopté officiellement le 20 mai 2011.